# Fanny Blankers-Koen Stadion
Het Fanny Blankers-Koen Stadion (FBK Stadion) is een stadion in de Hengelose wijk Berflo Es, genoemd naar de Nederlandse atlete Fanny Blankers-Koen. In dit stadion vinden jaarlijks de Fanny Blankers-Koen Games plaats.

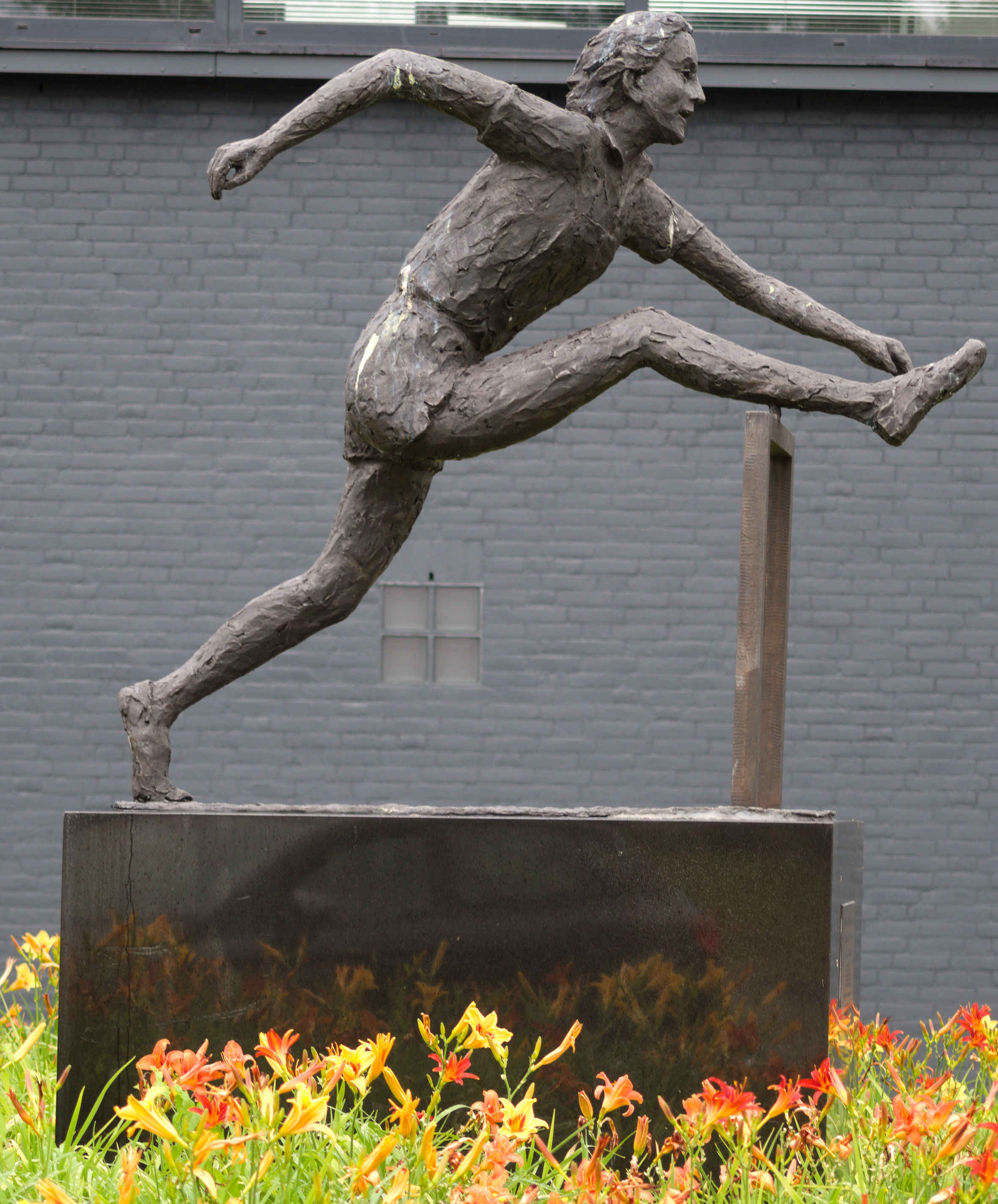
Standbeeld Fanny Blankers Koen bij het FBK stadion

Oorspronkelijk heette het Stadion Veldwijk, naar het sportpark waar het deel van uitmaakt. Er werd gespeeld door Achilles '12 en GOLTO en in 1954 ook door Twentse Profs. De Hengelose voetbalclub HVV Tubantia speelde er vervolgens haar thuiswedstrijden in het betaald voetbal. Het stadion is, met een korte onderbreking, sinds de oprichting in 1978 de thuishaven van de Hengelose rugbyclub Dragons.
Op 20 juni 1981 besloot gemeentebestuur aan Fanny Blankers-Koen toestemming te vragen haar naam te mogen gebruiken voor het stadion. Op 2 mei 1982 werd de nieuwe naam officieel onthuld in aanwezigheid van staatssecretaris Wallis de Vries.
In de periode 2004-2005 is het stadion - en vooral de atletiekbaan - geheel vernieuwd. Bij deze vernieuwing is er een 8-baans rondbaan aangelegd met buiten het stadion een 400 meter ronde 4-baans inloopbaan. Tevens is er een nieuwe hoofdtribune gebouwd. Vlak voor de 2007-editie van de FBK Games werd ook de nieuwe tribune, met een capaciteit van 15.500 toeschouwers, rondom de baan opgeleverd. Van 19 tot 22 juli 2007 werden in het stadion de Europese Kampioenschappen Jeugd georganiseerd.
Na ruim een jaar getouwtrek rondom het stadion, waarbij het college van B&W de samenwerking met FC Twente zocht om van het atletiekstadion een voetbalstadion te maken, om zodoende te voldoen aan de bezuinigingstaakstelling op het gemeentelijke sportbudget van €281.000, werd op 5 november 2013 bekend dat het FBK stadion behouden blijft voor de atletiek.

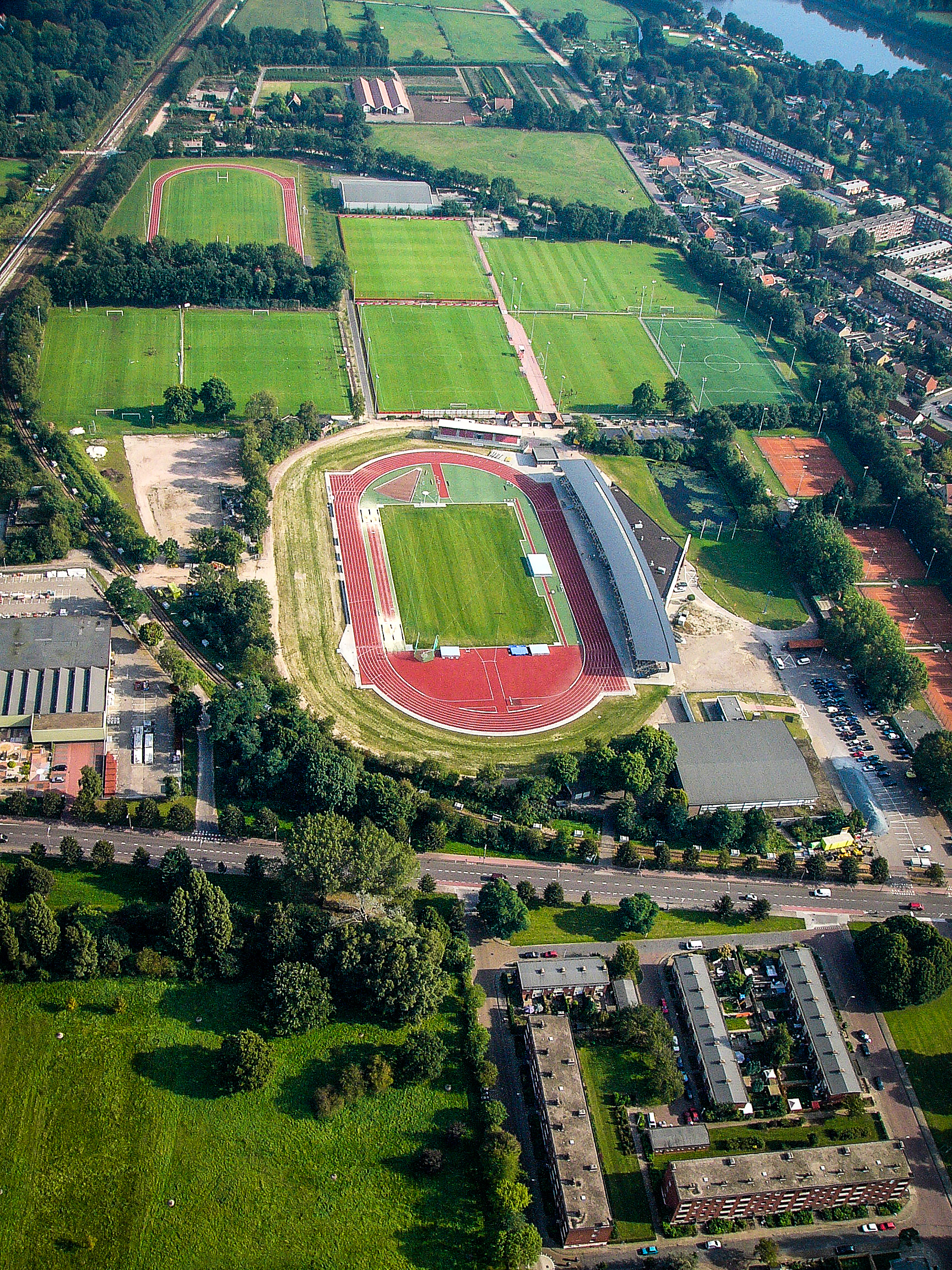
Sportpark Veldwijk met het FBK-Stadion in 2005

In het voorjaar van 2024 werden alle tribunes (ook de voormalige sta-tribunes) voorzien van nieuwe stoeltjes, waardoor de capaciteit gereduceerd werd naar ruim 8.000 plaatsen.
In 2024 en 2025 vond in het stadion het NK atletiek plaats.

## Gebruikers
Behalve de FBK Games die jaarlijks plaatsvinden in het stadion, wordt de atletiek baan die in het stadion ligt ook bijna dagelijks gebruikt voor de trainingen van diverse atletiekverenigingen, te weten: MPM, LAAC en D.A.V. Kronos en verscheidene recreatieve loopgroepen uit de omgeving.

## Trivia
- Bij wijze van nieuwjaarsstunt werd het stadion op 31 december 2008 "omgedoopt" in het Foekje Dillema Stadion. Leden van een vereniging uit Munnekezijl hingen een spandoek met deze naam op en namen de borden met de officiële naam mee naar hun Friese dorp.